# Raja Krishnamoorthi
Subramanian Raja Krishnamoorthi (Nuova Delhi, 19 luglio 1973) è un politico statunitense, membro della Camera dei Rappresentanti per lo stato dell'Illinois dal 2017.

## Biografia
Krishnamoorthi nacque a Nuova Delhi in India nel 1973. La sua famiglia si trasferì a Buffalo quando lui aveva soli tre mesi e successivamente nel 1980 a Peoria, in Illinois dove suo padre diventò professore alla Bradley University. Krishnamoorthi conseguì un bachelor's degree in ingegneria meccanica e poi un Juris Doctor alla Harvard Law School.
Krishnamoorthi lavorò nello staff di Barack Obama nelle sue campagne elettorali del 2000 per la Camera dei Rappresentanti e del 2004 per il Senato. Lavorò inoltre negli uffici del procuratore generale e del tesoriere dell'Illinois.
Nel 2012 si candidò per la prima volta alla Camera dei Rappresentanti per l'ottavo distretto dell'Illinois perdendo però le primarie democratiche contro Tammy Duckworth. Nel 2016, quando la Duckworth annunciò la sua candidatura per il Senato, si ricandidò per lo stesso seggio e nel marzo 2016 vinse le primarie democratiche con il 57% dei voti. Nelle elezioni generali dell'8 novembre sconfisse il repubblicano Pete DiCianni con il 58,1% dei voti venendo eletto deputato.

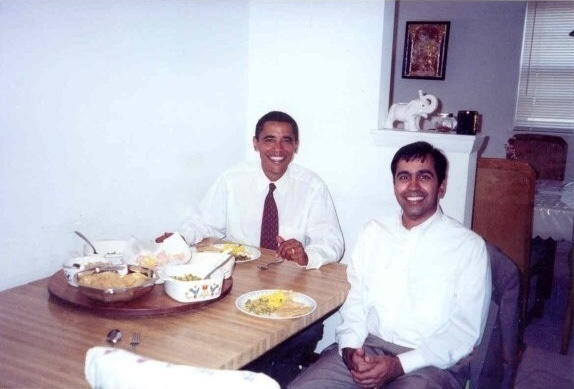
Krishnamoorthi e Obama nel 2002

Krishnamoorthi si è espresso in modo fortemente contrario all'abolizione dell'Obamacare voluta da Donald Trump affermando che "abolire l'Obamacare senza sostituirlo con un'altra legge devasterebbe l'economia americana e danneggerebbe milioni di famiglie della classe media" e ha criticato fortemente il ban contro i migranti di sette Paesi a maggioranza islamica dell'amministrazione Trump protestando all'Aeroporto Internazionale di Chicago-O'Hare contro la detenzione dei possessori di green card provenienti da quei Paesi.